# Établissement correctionnel d'Attica
Attica Correctional Facility
L'établissement correctionnel d'Attica (en anglais : Attica Correctional Facility) est une des prisons américaines les plus connues des États-Unis. Il est situé dans la localité Attica, une petite ville située à mi-chemin entre Buffalo et Rochester, dans le comté de Wyoming et dans l'État de New York. L'établissement est géré par le département de l'administration pénitentiaire et de la surveillance communautaire de l'État de New York (en).

## Histoire
Construite dans les années 1930, cette prison a hébergé de nombreux criminels considérés comme étant parmi les plus « dangereux. » Un diffuseur de gaz lacrymogène est installé qui a permis de faire cesser plusieurs émeutes. La prison héberge encore actuellement de nombreux détenus, de la peine la plus courte à la peine la plus longue, souvent envoyés dans cette prison pour avoir eu des problèmes disciplinaires dans d'autres prisons.
Attica a été le théâtre d'une mutinerie en 1971 dont la répression a causé la mort de 39 personnes (29 prisonniers et 10 gardiens).
Le Wyoming Correctional Facility (en) (une prison de sécurité moyenne) adjacent est jumelé avec Attica.

## Adresse
L'adresse postale du centre correctionnel est la suivante :
Attica Correctional Facility,
Box 149,
Attica, New York 14011-0149
(585) 591-2000 (Wyoming County)

## Détenus notables
Mark David Chapman, le meurtrier de John Lennon, y est actuellement incarcéré. Par coïncidence, Lennon avait écrit une chanson sur la prison dans l'album Some Time in New York City.
Parmi les autres détenus, on peut citer le tueur en série Kendall Francois (en) (mort en 2014) qui a violé et étranglé au moins 8 prostituées dans la région de Poughkeepsie à la fin des années 1990 et Colin Ferguson qui a tué au hasard 6 personnes dans un train en 1993. Ce dernier purge une peine de prison à perpétuité sans possibilité de remise de peine, comme Kendall Francois avant sa mort.